# La K'onga
La K'onga es un grupo de cuarteto formado en Villa Dolores, Córdoba, Argentina en 2003. Sus vocalistas son Pablo Tamagnini, Nelson Aguirre y Diego Granadé. 
Está considerada una de las bandas más influyentes del cuarteto, ritmo musical tradicional y popular de la Provincia de Córdoba. 

## Historia
La banda surgió en Villa Dolores (Córdoba) y al principio se llamaba Fiebre Tropical. Ahí estaban Nelson Aguirre, Alejandro Melián, Mauricio Cortez, Ariel Melián y Pedro Yáñez.
Luego se dividieron en dos grupos separados, “Barra Brava” y “Los Angeles de Fiesta”, que competían por quien atraía más público a sus espectáculos. Juntos otra vez, adoptaron el nombre de la Conga, con C, y fueron cambiando el género musical de cumbia a cuarteto.
Al registrar su nombre les comentaron que no se podía registrar como Conga al ser el nombre de un ritmo musical y debido a eso les propusieron hacerlo con K, quedando la denominación definitiva en La K'onga.
Nelson Aguirre ya era uno de los cantantes del grupo desde el principio. Diego Granadé, que ya integraba la banda tocando los timbales, pasó a ser vocalista. El otro cantante era Alejandro Dempke, que anunció su alejamiento de la banda en mayo de 2012. 
En febrero de 2013 se unió a la banda el cantante Pablo Tamagnini, conformándose así la formación vigente hasta la actualidad.
El estilo musical creado de esta banda fue bautizado por como un “cuarteto romántico” que se combina con bailes y coreografías para cada uno de los temas musicales. 
“La Cabaña” fue uno de los temas más reconocidos de La K'onga en los primeros años de la banda, más tarde se sumaron más canciones con gran repercusión como “Universo paralelo”, “Ya no más”, “El mismo aire”, “Perfecta”, “Te mentiría”, “Me vas a ver”, “Enseñame a vivir sin ti”, entre otros muchos títulos.
El álbum "El Mismo Aire" (2020) alcanzó una gran repercusión y se convirtió en uno de los más exitosos de la banda hasta ese momento.
A partir de 2021, tras la pandemia, La K'onga alcanzó una gran repercusión a nivel nacional, consagrándose como una de las agrupaciones musicales más exitosas en Argentina, logrando incluso repercusión internacional.
Trabajaron en colaboraciones con otros artistas, incluyendo a Sergio Dalma, Rusherking, Luck Ra, Axel, Ke Personajes, Matías Valdez, Cristián Castro, MYA, Damián Córdoba, Nicki Nicole y David Bisbal.
En 2022, ganaron tres Premios Cieya en las categorías "Artista o banda cuarteto del año", "Canción del año" por Universo paralelo y "La Konga". También ganaron "Disco del año" en 2023 por Sin límites.
Tuvieron presentaciones en Buenos Aires en el Teatro Gran Rex, el Movistar Arena y el Estadio de Vélez Sarsfield. En 2023 y 2024 realizaron actuaciones en los Estados Unidos y Europa.
La banda recibió el Premio a Mejor álbum grupo de cuarteto con “Sin Límites (10 Noches Mágicas en el Gran Rex)” 
En 2025 recibieron el Diploma al Mérito de los Premios Konex por su trayectoria en la última década en la Argentina.

## Discografía

### 2003 - 2011
- Explosivos (2003)
- Otra vez (2003)
- Apasionados (2004)
- Un sentimiento (2005)
- Made in Villa Dolores (2006)
- Nuestro tiempo (2007)
- 5 sentidos (2008)
- De sol a sol (2009)
- Para siempre (2009)
- En vivo (2010)
- Impecable (2011)

### 2013 - 2017
A partir de 2013, con la formación actual: Pablo Tamagnini, Nelson Aguirre y Diego Granadé de vocalistas.
- Por más (2013) (álbum)
- Dejando huellas (2013) (álbum)
- La K'onga en vivo (2014) (álbum)
- Que no pare (2015) (álbum)
- La K'onga Hits en vivo (2016) (álbum)
- #1617 (2017) (álbum)

### 2019 - Actualidad
- Culpables (2019) (álbum)
- El mismo aire (2020) (álbum)
- Universo Paralelo (2021) (álbum)
- Sin Límites (2022) (álbum)
- No seas cruel (2022) (sencillo) con Alberto Plaza
- Ya no vuelvas (versión cuarteto) (2022) (sencillo) con Luck Ra y Ke Personajes
- Ya no llora (en vivo) (2022) (sencillo) con Marama
- Latidos (2022) (sencillo) con Matías Valdez
- Secretos (2023) (sencillo) con Alejandro Lerner
- No te vayas (2023) (sencillo) con Matías Valdez
- Bebe dame (2023) (sencillo) con Luck Ra
- Corazón guerrero (2023) (sencillo) con MYA
- Yo quería (2023) (sencillo) con Cristián Castro
- Si me decís que sí (2023) (sencillo)
- Otra noche (2023) (sencillo) con Nicki Nicole
- Si te vas (2023) (sencillo) con Luciano Pereyra
- Adicto (2023) (tres canciones, una de La K'onga, con Antonio Ríos y Emanero)
- Si fuera tan fácil (2023) (sencillo) con Luciano Pereyra
- Tú eres ajena (2023) (sencillo) con Eddy Herrera
- Fama de diabla (2024) (sencillo) con David Bisbal y Emanero
- Por segunda vez (2024) (sencillo) con Nahuel Pennisi
- Porqué será (2024) (sencillo) con Robleis
- Te cansaste de mí (2024) (sencillo)

## Integrantes
- Pablo Tamagnini (vocalista)

- Nelson Aguirre (vocalista)

- Diego Granadé (vocalista)

- Alejandro Melián (bajo)

- Alan Mayco Giralda (baterista)

- Mauricio Cortez (guitarra)

- Ariel Melian (timbas)

- Antonio “Lolo” Pagliaricci  (teclado)

- Franco Guevara Verón (Tambora)

- Matías Godoy (Güira)

- Martín Vargas (Piano)

- Lucas Barrionuevo (locutor)

- Rubén “Krosty” Rizzardi (saxofón)

- Sergio “Checho” Beltrame (trompeta)

- Raúl Toranzo (trompeta)

- Diego Luján (Trombón)

- Alan Gómez ( bandoneon)